# Joodse begraafplaatsen (Zaltbommel)
In Zaltbommel in de Nederlandse provincie Gelderland zijn vier Joodse begraafplaatsen bewaard gebleven.
- In 1748 werd de Joodse begraafplaats langs de stadsmuur in gebruik genomen: de grafheuvel. Hier zijn thans geen grafstenen meer te zien. Wel staat er nog een stenen aanwijzing met de tekst "Joodse Begraafplaats".
- In 1785 werd de begraafplaats aan de Oliemolen in gebruik genomen. De begraafplaats was het gevolgd van een onenigheid in de Joodse gemeenschap en daarop volgende scheuring.
- In 1823 werd de begraafplaats aan de Bosschstraat in gebruik genomen.
- In 1901 werd de begraafplaats aan de Maarten van Rossumsingel in gebruik genomen.

De eerste Joden vestigde zich eind 17de eeuw in Zaltbommel. Aanvankelijk werd er gebruikgemaakt van een huissynagoge, maar reeds in 1804 werd de eerste 'echte' synagoge aan de Kloosterstraat ingewijd. In 1864 verviel deze synagoge en werd een nieuwe, aan Kloosterstraat 9, ingewijd.
Reeds voor de Tweede Wereldoorlog was het aantal Joden in Zaltbommel gehalveerd ten opzichte van het begin van de 20ste eeuw. Na de oorlog keerden maar enkele Joden terug. De Joodse gemeente werd in 1947 opgeheven en bij 's-Hertogenbosch gevoegd. De synagoge werd verkocht en gebruikt als bedrijfspand: een confectiefabriek.
In november 1969 werd aan de Boschstraat een monument onthuld ter nagedachtenis aan de 58 vermoorde Joodse plaatsgenoten. In juni 1996 is het gerestaureerde mikwe aan de Minnebroederstraat heropend. De begraafplaatsen worden onderhouden door de plaatselijke overheid. In augustus 2002 werd de restauratie van 130 grafstenen op de begraafplaatsen aan de Bossche poort, de Maarten van Rossumsingel en aan de Oliemolen voltooid.
Rond Joods Zaltbommel en haar vier begraafplaatsen worden op verzoek rondleidingen verzorgd.